# Neuropeptyd Y

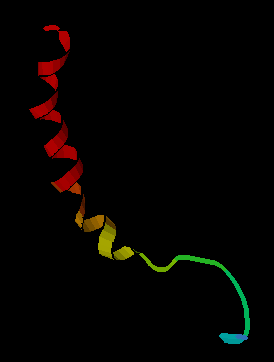
Przestrzenna struktura neuropeptydu Y.

Neuropeptyd Y (NPY) – neuroprzekaźnik występujący w rdzeniu przedłużonym, podwzgórzu i autonomicznym układzie nerwowym. Jest polipeptydem zbudowanym z 36 reszt aminokwasowych. Działa poprzez receptory Y5. Pod względem chemicznym przypomina polipeptyd trzustkowy. Szczególnie duża ilość NPY występuje w neuronach noradrenergicznych. Związek ten wzmaga naczyniozwężające działanie noradrenaliny, jak również należy do układu oreksygenicznego wzmagającego łaknienie. Uwalnianie NPY wzrasta po wysiłku fizycznym lub drażnieniu impulsami elektrycznymi o wysokiej częstotliwości.
Po wstrzyknięciu do podwzgórza NPY powoduje zwiększenie ilości pobieranego pokarmu, natomiast inhibitory syntezy neuropeptydu Y zmniejszają ilość pobieranego pożywienia. Ilość mRNA dla neuropeptydu Y w podwzgórzu zwiększa się podczas przyjmowania pokarmu, a zmniejsza się podczas sytości.